# Birkózás az 1988. évi nyári olimpiai játékokon
Az 1988. évi nyári olimpiai játékokon a birkózás húsz versenyszámból állt, tíz szabadfogású és tíz kötöttfogású súlycsoportban.

## Éremtáblázat
(A táblázatokban a hazai és a magyar csapat eltérő háttérszínnel, az egyes számoszlopok legmagasabb értéke vagy értékei vastagítással kiemelve.)
| Az 1988. évi nyári olimpiai játékok éremtáblázata birkózásban | Az 1988. évi nyári olimpiai játékok éremtáblázata birkózásban | Az 1988. évi nyári olimpiai játékok éremtáblázata birkózásban | Az 1988. évi nyári olimpiai játékok éremtáblázata birkózásban | Az 1988. évi nyári olimpiai játékok éremtáblázata birkózásban | Olimpia  |
| ------------------------------------------------------------- | ------------------------------------------------------------- | ------------------------------------------------------------- | ------------------------------------------------------------- | ------------------------------------------------------------- | -------- |
|                                                               | Ország                                                        | Arany                                                         | Ezüst                                                         | Bronz                                                         | Összesen |
| 1.                                                            | Szovjetunió (URS)                                             | 8                                                             | 4                                                             | 3                                                             | 15       |
| 2.                                                            | Dél-Korea (KOR)                                               | 2                                                             | 2                                                             | 5                                                             | 9        |
| 3.                                                            | Japán (JPN)                                                   | 2                                                             | 2                                                             | 0                                                             | 4        |
| 4.                                                            | Egyesült Államok (USA)                                        | 2                                                             | 1                                                             | 3                                                             | 6        |
| 5.                                                            | Bulgária (BUL)                                                | 1                                                             | 4                                                             | 3                                                             | 8        |
| 6.                                                            | Lengyelország (POL)                                           | 1                                                             | 1                                                             | 1                                                             | 3        |
| 7.                                                            | Magyarország (HUN)                                            | 1                                                             | 1                                                             | 0                                                             | 2        |
| 8.                                                            | Norvégia (NOR)                                                | 1                                                             | 0                                                             | 0                                                             | 1        |
| 8.                                                            | Olaszország (ITA)                                             | 1                                                             | 0                                                             | 0                                                             | 1        |
| 8.                                                            | Románia (ROU)                                                 | 1                                                             | 0                                                             | 0                                                             | 1        |
| 11.                                                           | Finnország (FIN)                                              | 0                                                             | 1                                                             | 1                                                             | 2        |
| 12.                                                           | Irán (IRI)                                                    | 0                                                             | 1                                                             | 0                                                             | 1        |
| 12.                                                           | Jugoszlávia (YUG)                                             | 0                                                             | 1                                                             | 0                                                             | 1        |
| 12.                                                           | NSZK (FRG)                                                    | 0                                                             | 1                                                             | 0                                                             | 1        |
| 12.                                                           | Törökország (TUR)                                             | 0                                                             | 1                                                             | 0                                                             | 1        |
| 16.                                                           | Csehszlovákia (TCH)                                           | 0                                                             | 0                                                             | 1                                                             | 1        |
| 16.                                                           | Görögország (GRE)                                             | 0                                                             | 0                                                             | 1                                                             | 1        |
| 16.                                                           | NDK (GDR)                                                     | 0                                                             | 0                                                             | 1                                                             | 1        |
| 16.                                                           | Svédország (SWE)                                              | 0                                                             | 0                                                             | 1                                                             | 1        |
|                                                               |                                                               |                                                               |                                                               |                                                               |          |
| Összesen                                                      | Összesen                                                      | 20                                                            | 20                                                            | 20                                                            | 60       |

## A szabadfogású birkózás érmesei
| Az 1988. évi nyári olimpiai játékok érmesei szabadfogású birkózásban |                                             |                                                 |                                                 |
| Versenyszám                                                          | Arany                                       | Ezüst                                           | Bronz                                           |
| papírsúly (48 kg-ig)                                                 | Kobajasi Takasi · Japán (JPN)               | Ivan Conov · Bulgária (BUL)                     | Szergej Karamcsakov · Szovjetunió (URS)         |
| lepkesúly (52 kg-ig)                                                 | Szató Micuru · Japán (JPN)                  | Šaban Trstena · Jugoszlávia (YUG)               | Volodimir Tohuzov · Szovjetunió (URS)           |
| légsúly (57 kg-ig)                                                   | Szergej Beloglazov · Szovjetunió (URS)      | Aszgari Mohammadjan · Irán (IRI)                | No Gjongszon (No Gyeong-seon) · Dél-Korea (KOR) |
| pehelysúly (62 kg-ig)                                                | John Smith · Egyesült Államok (USA)         | Sztepan Szargszjan · Szovjetunió (URS)          | Szimeon Sterev · Bulgária (BUL)                 |
| könnyűsúly (68 kg-ig)                                                | Arszen Fadzajev · Szovjetunió (URS)         | Pak Csangszun (Park Jang-sun) · Dél-Korea (KOR) | Nathaniel Carr · Egyesült Államok (USA)         |
| váltósúly (74 kg-ig)                                                 | Kenny Monday · Egyesült Államok (USA)       | Adlan Varajev · Szovjetunió (URS)               | Rahmat Szofiadi · Bulgária (BUL)                |
| középsúly (82 kg)                                                    | Han Mjongu (Han Myeong-u) · Dél-Korea (KOR) | Necmi Gençalp · Törökország (TUR)               | Jozef Lohyňa · Csehszlovákia (TCH)              |
| félnehézsúly (90 kg)                                                 | Maharbek Hadarcev · Szovjetunió (URS)       | Óta Akira · Japán (JPN)                         | Kim Theu (Kim Tae-u) · Dél-Korea (KOR)          |
| nehézsúly (100 kg)                                                   | Vasile Puşcaşu · Románia (ROU)              | Leri Habelovi · Szovjetunió (URS)               | Bill Scherr · Egyesült Államok (USA)            |
| szupernehézsúly (130 kg)                                             | Davit Gobedzsisvili · Szovjetunió (URS)     | Bruce Baumgartner · Egyesült Államok (USA)      | Andreas Schröder · NDK (GDR)                    |

## A kötöttfogású birkózás érmesei
| Az 1988. évi nyári olimpiai játékok érmesei kötöttfogású birkózásban |                                              |                                                |                                               |
| Versenyszám                                                          | Arany                                        | Ezüst                                          | Bronz                                         |
| papírsúly (48 kg)                                                    | Vincenzo Maenza · Olaszország (ITA)          | Andrzej Głąb · Lengyelország (POL)             | Bratan Cenov · Bulgária (BUL)                 |
| lepkesúly (52 kg)                                                    | Jon Rønningen · Norvégia (NOR)               | Mijahara Acudzsi · Japán (JPN)                 | I Dzseszok (Lee Jae-seok) · Dél-Korea (KOR)   |
| légsúly (57 kg)                                                      | Sike András · Magyarország (HUN)             | Sztojan Balov · Bulgária (BUL)                 | Harálambosz Holídisz · Görögország (GRE)      |
| pehelysúly (62 kg)                                                   | Kamandar Məcidov · Szovjetunió (URS)         | Zsivko Vangelov · Bulgária (BUL)               | An Dehjon (An Dae-hyeon) · Dél-Korea (KOR)    |
| könnyűsúly (68 kg)                                                   | Levon Dzsulfalakjan · Szovjetunió (URS)      | Kim Szongmun (Kim Seong-mun) · Dél-Korea (KOR) | Tapio Sipilä · Finnország (FIN)               |
| váltósúly (74 kg)                                                    | Kim Jongnam (Kim Yong-nam) · Dél-Korea (KOR) | Daulet Turlihanov · Szovjetunió (URS)          | Józef Tracz · Lengyelország (POL)             |
| középsúly (82 kg)                                                    | Mihail Mamiasvili · Szovjetunió (URS)        | Komáromi Tibor · Magyarország (HUN)            | Kim Szanggju (Kim Sang-gyu) · Dél-Korea (KOR) |
| félnehézsúly (90 kg)                                                 | Atanasz Komsev · Bulgária (BUL)              | Harri Koskela · Finnország (FIN)               | Vlagyimir Popov · Szovjetunió (URS)           |
| nehézsúly (100 kg)                                                   | Andrzej Wroński · Lengyelország (POL)        | Gerhard Himmel · NSZK (FRG)                    | Dennis Koslowski · Egyesült Államok (USA)     |
| szupernehézsúly (130 kg)                                             | Alekszandr Karelin · Szovjetunió (URS)       | Rangel Gerovszki · Bulgária (BUL)              | Tomas Johansson · Svédország (SWE)            |